# Giuseppe Boriani
Giuseppe Boriani (Caorso, 18 maggio 1868 – Roma, 28 dicembre 1943) è stato un generale e politico italiano.

## Biografia
Nacque a Caorso il 18 maggio 1868. Arruolatosi nel Regio Esercito, nel 1886 iniziò a frequentare la Regia Accademia Militare di Fanteria e Cavalleria di Modena, da cui uscì con il grado di sottotenente assegnato all'arma di fanteria, corpo dei bersaglieri, nel 1888. Prestò inizialmente servizio nel 12º Reggimento bersaglieri, e promosso tenente divenne aiutante maggiore in seconda nel mandamento di Cortemaggiore. Contemporaneamente alla frequentazione della Scuola di guerra di Torino si laureò anche in medicina e chirurgia. Capitano nel 7º Reggimento fanteria "Cuneo" (1904), viene comandato a prestare servizio presso il comando del corpo di Stato maggiore, in forza al 43º Reggimento fanteria. Promosso maggiore nel 1913, comanda un battaglione dell'8º Reggimento bersaglieri e come tale, dopo l'entrata in guerra del Regno d'Italia, avvenuta il 24 maggio 1915, parte per il fronte. Partecipò all'avanzata da Ciprianisce a Verbiba, combatte sul fronte di Gorizia, sulle alture del Monte San Marco e sull'altopiano della Bainsizza. Più volte ferito e decorato per atti di eroismo e benemerenze, promosso tenente colonnello sul campo e maggiore generale per meriti di guerra, dopo il conflitto assume dal novembre 1918 il comando della 7ª Divisione cecoslovacca con la quale opera in Boemia fino al giugno 1919.
Promosso generale di divisione nel 1923 e posto al comando della 6ª Divisione fanteria di Padova fino al 1926, quando viene collocato a riposo per raggiunto il numero minimo di anni di servizio e collocato nella riserva. Nominato il 30 giugno 1926 ispettore generale comandante della milizia forestale, resta comandante della milizia fino al gennaio 1928 quando è posto nella riserva. Si congeda nel 1930 col grado di generale di corpo d'armata ed è nominato vicepresidente dell'Unione Militare nazionale ufficiali in congedo d'Italia. Richiamato temporaneamente in servizio dal 1931 al 1933, viene nominato Senatore del Regno d'Italia nel 1939.
Dopo la caduta del fascismo, avvenuta il 25 luglio 1943 fu nominato Presidente della Croce Rossa Italiana, ricoprendo tale incarico dal 1º agosto al 1º ottobre 1943.